# 1995 au Manitoba
Chronologie du Manitoba
- 1991
- 1992
- 1993
- 1994
- 1995
- 1996
- 1997
- 1998
- 1999

Cette page concerne des événements d'actualité qui se sont produits durant l'année 1995 dans la province canadienne du Manitoba.

## Politique
- Premier ministre : Gary Filmon
- Chef de l'Opposition :
- Lieutenant-gouverneur : Yvon Dumont
- Législature :

## Événements
- 25 avril : élection générale au Manitoba — le Parti progressiste-conservateur conserve sa majorité à l'Assemblée législative ; le Nouveau Parti démocratique forme l'opposition officielle.

## Décès
- 23 avril : Douglas Lloyd Campbell (né le 27 mai 1895 à Portage la Prairie et décédé à Winnipeg) était un homme politique canadien. Il a été député à l'Assemblée législative du Manitoba pendant 47 ans et a été premier ministre du Manitoba de 1948 à 1958.
- 8 juillet : George Johnson, lieutenant-gouverneur du Manitoba.
- 25 août : Francis Lawrence Jobin, lieutenant-gouverneur du Manitoba.